# Przekrój (czasopismo)
Przekrój – polskie czasopismo społeczno-kulturalne wydawane w latach 1945–2013 w Krakowie (w latach 2002–2009 w Warszawie) jako tygodnik i ponownie od 2016 roku w Warszawie jako kwartalnik (numery 3556-3584) i rocznik (od numeru 3585).

## Historia
Założony przez Mariana Eilego, który był redaktorem naczelnym pisma przez 24 lata. Pismo powstało z przekształcenia „Ilustracji Polskiej”, niedzielnego dodatku „Dziennika Polskiego”, w samodzielny ilustrowany tygodnik aktualności. Pierwszy numer ukazał się 15 kwietnia 1945 roku. W 561 numerze wydanym 8 stycznia 1956 roku pojawiła się krzyżówka. W połowie lat 1970. tygodnik osiągał rekordowe nakłady ponad 700 tys. egzemplarzy.
Do 2002 był wydawany w Krakowie. Następnie, po zakupie tytułu przez szwajcarski koncern Edipresse Polska, siedzibę przeniesiono do Warszawy. Po przeniesieniu redakcji do Warszawy i zmianie zespołu redakcyjnego „Przekrój” zmienił swój styl, a większość stałych współpracowników zrezygnowała ze współpracy. 27 sierpnia 2009 roku wydawnictwo Edipresse poinformowało o sprzedaży tygodnika „Przekrój” Grzegorzowi Hajdarowiczowi. Od 1 lipca 2011 r. redakcja miała siedzibę ponownie w Krakowie (w części miasta Zabłocie), w Warszawie pozostawała tylko jej część. W październiku 2013 r. nowym właścicielem tygodnika „Przekrój” został fotograf Tomasz Niewiadomski. Ostatni numer „Przekroju” wydany przez Gremi Media ukazał się w poniedziałek 30 września 2013 roku.
W grudniu 2016 r. Tomasz Niewiadomski wznowił wydawanie pisma w formie kwartalnika poświęconego tematyce społecznej i kulturalnej, obejmując równocześnie stanowisko redaktora naczelnego.
Średni nakład to 52 225 egz., zaś sprzedaż wynosiła 18 749 (według danych ZKDP za maj 2012). W grudniu 2016 r. wznowiony Przekrój początkowo zaplanowano wydawać w nakładzie 50 tys. egz., jednak nakład został szybko wyczerpany, w związku z czym pod koniec grudnia zaplanowano dodruk 29,9 tys. egzemplarzy, a pod koniec stycznia kolejnych 60 tys. sztuk – ostatecznie sprzedaż sięgnęła 100 tys. egzemplarzy. W przypadku drugiego numeru kwartalnika zdecydowano się na wydanie go w nakładzie 130 tys. egz. i w zwiększonej objętości 164 stron (zamiast 148). Nakład trzeciego numeru ustalono na poziomie 130 tys. sztuk.
Począwszy od 30 listopada 2018 r. Przekrój Sp. z o.o. weszła w skład Fundacji Przekrój, a dotychczasowy właściciel spółki i redaktor naczelny czasopisma Tomasz Niewiadomski jako fundator wszedł w skład rady fundacji, a redaktor naczelną została Miłada Jędrysik. Od marca 2020 redaktor naczelną jest Joanna Domańska. W październiku 2021 Sylwia Niemczyk zastąpiła ją na stanowisku redaktor naczelnej serwisu internetowego.
Od 2024 roku „Przekrój” przeszedł na cykl roczny, ukazują się dwa wydania rocznika: po polsku i angielsku. Pracę straciła także część zespołu redakcyjnego.

## Wpływ na kulturę narodową
Tygodnik „Przekrój” był jednym z ważnych czynników kulturotwórczych w okresie PRL. Redakcja wskazywała czytelnikom „okno na świat”. Treści promowały zachodnioeuropejską kulturę, dobry gust. Barbara Hoff uczyła Polki jak modnie ubierać się, a Jan Kamyczek – reguł savoir-vivre’u. Popularyzowano sztukę nowoczesną, zasady zdrowego żywienia, jazz i motoryzację. Czytelnicy mieli możność zapoznania się z twórczością wybitnych pisarzy i plastyków z całego świata. To „Przekrój” wypromował Daniela Mroza i Sławomira Mrożka, a stałymi współpracownikami byli m.in.: Ludwik Jerzy Kern, Zbigniew Lengren, Jerzy Waldorff, Lucjan Kydryński i Konstanty Ildefons Gałczyński. Do historii przeszły słynne krzyżówki z „Przekroju”, do rozwiązania których należało wykazać się wiedzą, inteligencją i humorem.
Od 2005 redakcja przyznawała nagrodę Fenomen „Przekroju”.
W czerwcu 2011 roku Małopolska Biblioteka Cyfrowa rozpoczęła publikację archiwalnych wydań tygodnika, które dostępne są poprzez Internet.

## Redaktorzy naczelni
- Marian Eile: 1945–1969
- Mieczysław Kieta: 1969–1973
- Mieczysław Czuma: 1973–2000
- Maciej Piotr Prus: 2000–2001
- Józef Lubiński: 2001
- Jacek Rakowiecki: 2001–2002
- Roman Kurkiewicz: 2002[22]
- Piotr Najsztub: 2002–2006
- Mariusz Ziomecki: 2006–2007
- Jacek Kowalczyk: 2007–2009
- Katarzyna Janowska: 2010–2011
- Artur Rumianek: 2011[23]
- Donat Szyller: wrzesień – 31 grudnia 2011 (p.o.)[23]
- Roman Kurkiewicz: 1 stycznia 2012[22] – 8 października 2012[3]
- Zuzanna Ziomecka i Marcin Prokop: 2012[4] – październik 2013
- Tomasz Niewiadomski: grudzień 2016 r. – listopad 2018 r.
- Miłada Jędrysik: listopad 2018 – luty 2020[14]
- Joanna Domańska: od marca 2020 – 2021 (serwis internetowy przekroj.pl)[17]
- Joanna Domańska: od marca 2020[15][16] – obecnie (kwartalnik)[24]
- Sylwia Niemczyk: 2021[17] – obecnie (serwis internetowy przekroj.pl)[24]

## Współpracownicy
Na przestrzeni lat z „Przekrojem” współpracowali m.in.:
| - Adam Wiedemann - Adam Ostolski - Andrzej Czeczot - Andrzej Mleczko - Andrzej Ruchałowski - Andrzej Saramonowicz - Antoni Uniechowski - Artur Andrus - Artur Sandauer - Barbara Hoff - Bogdan Krężel - Bohdan Butenko - Daniel Mróz - Zbigniew Rabsztyn - Dariusz Brzóska Brzóskiewicz - Dorota Masłowska - Dorota Terakowska - Filip Łobodziński - Grzegorz Dyduch - Igor Zalewski - Jacek Nizinkiewicz - Jacek Podsiadło - Jakub Kumoch - Jakub Wojewódzki - Jan Błoński - Jan Brzechwa | - Jan Kalkowski - Jan Łoś - Jan Marcin Szancer - Jan Parandowski - Jan Sztaudynger - Jan Zych - Jan Kamyczek - Janusz Minkiewicz - Jarosław Iwaszkiewicz - Jerzy Bralczyk - Jerzy Putrament - Jerzy Waldorff - Juliusz Ćwieluch - Juliusz Kydryński - Katarzyna Kolenda-Zaleska - Katarzyna T. Nowak - Kazimierz Brandys - Kazimierz Kutz - Kazimierz Wyka - Konstanty Grzybowski - Konstanty Ildefons Gałczyński - Leszek Mazan - Ksawery Pruszyński - Krzysztof Skowroński | - Leopold Staff - Leopold Tyrmand - Lucjan Kydryński - Lucjan Wolanowski - Lucyna Winnicka - Ludwik Jerzy Kern - Magda Papuzińska - Magdalena Samozwaniec - Małgorzata Baranowska - Manuela Gretkowska - Marcin Baran - Marcin Kędryna - Marcin Maciejowski - Marcin Orliński - Marcin Sendecki - Marcin Świetlicki - Marek Bieńczyk - Marek Raczkowski - Marek Żukow-Karczewski - Maria Dąbrowska - Maria Jasnorzewska-Pawlikowska - Michał Rusinek - Mira Michałowska - Mira Zimińska - Olgierd Budrewicz | - Oskar Lange - Paweł Sito - Paweł Wieczorek - Piotr Cywiński - Robert Makłowicz - Robert Mazurek - Sławomir Mrożek - Stanisław Dygat - Stanisław Jerzy Lec - Stanisław Lem - Stefania Grodzieńska - Szymon Kobyliński - Tadeusz Mosz - Tadeusz Pióro - Wawrzyniec Smoczyński - Wilhelm Sasnal - Wojciech Mazowiecki - Wojciech Plewiński - Zbigniew Lengren - Zbigniew Mentzel - Zbigniew Rogowski - Zofia Stryjeńska - Jerzy Mikułowski Pomorski - Wanda Błońska-Wolfarth |